# (29594) 1998 GK8
A (29594) 1998 GK8 egy kisbolygó a Naprendszerben. A LINEAR projekt keretében fedezték fel 1998. április 2-án.